# Lillafüredi-vízesés
A Lillafüredi-vízesés ma Magyarország legnagyobb függőleges esésű vízesése húsz méteres magasságával. A vízesést a lillafüredi Palotaszálló építésekor alakították ki, tehát mesterséges vízesés, eredetileg a Szinva patak a Hámori-tóba torkollott.
A sétányról, ami nagyjából a vízesés felénél éri el a vízesést, a korlát mellett egy ösvényen – ahogy az a képen is látszik – biztonságosan le lehet jutni a vízesés alá, az Anna-mésztufabarlang felől pedig közvetlenül a vízesés lábához jutunk. Az Anna-mésztufabarlang egy része a  vízesés alatt van.

## Kialakítása

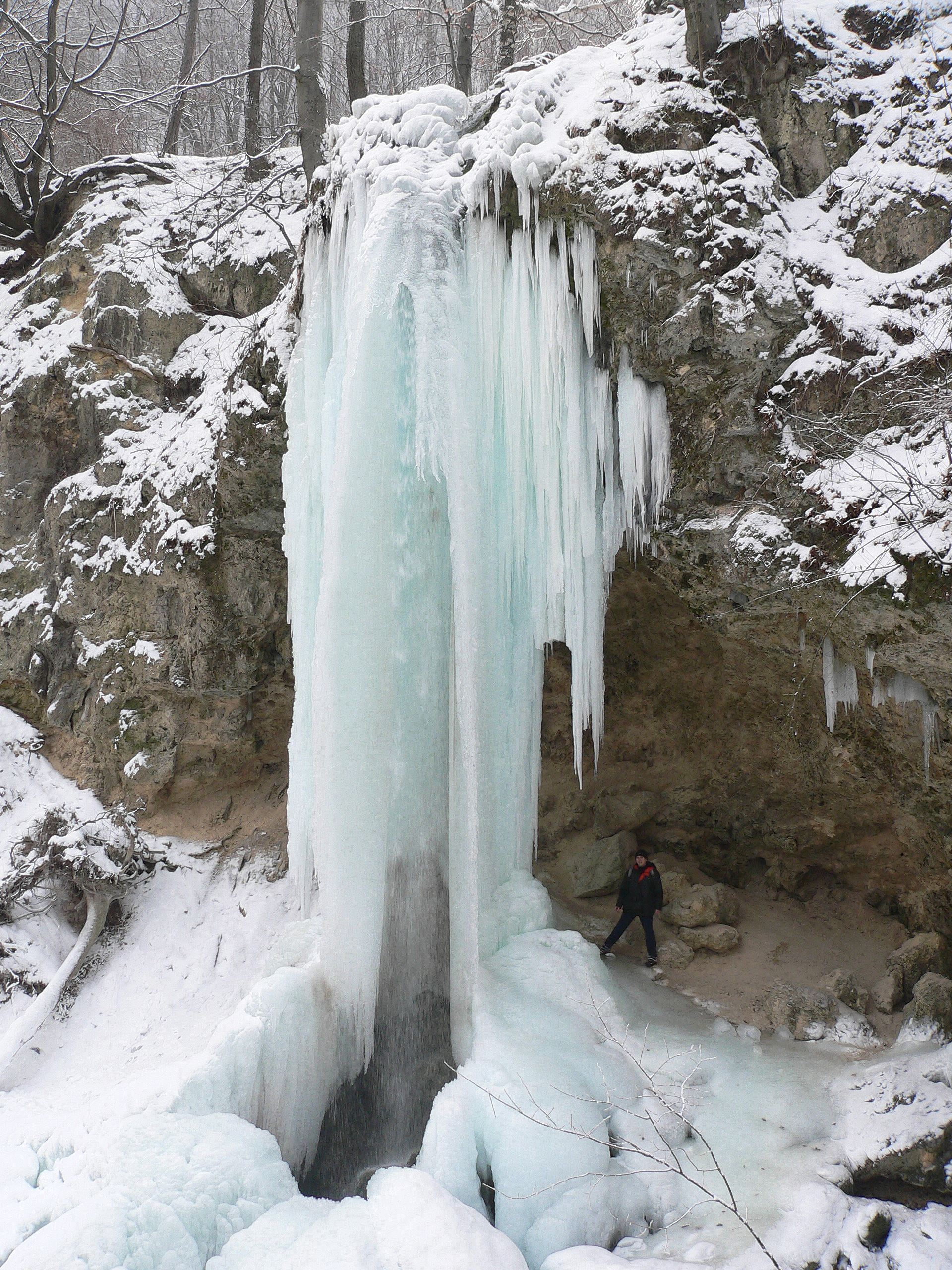
A vízesés körül 2006 telén jégcsatorna alakult ki

A Palotaszálló 1925 és 1929 között épült Lux Kálmán tervei alapján, neoreneszánsz stílusban. Az épülettől a Szinva-források felé hatalmas park terül el, botanikai ritkaságokkal. Az építésekor alakították ki a függőkerteket, mivel a Palotaszálló egy meredek emelkedő tetején található, és ennek megerősítésére ki kellett alakítani egy támfalakkal tagolt teraszos sétányrendszert; itt található az ország legmagasabb függőleges esésű vízesése.

## Megközelítés

### Közösségi közlekedéssel
- A 15-ös buszról Palotaszálló megállónál kell leszállni, majd a Palotaszálló felé elindulni. A gyalogút a függőkerten keresztül vezet, a pontos helye táblával van megjelölve.
- Az 5-ös buszról Palotaszálló megállónál kell leszállni, át kell menni a kisvasúti gyalogos aluljárón, majd a patak irányába a függőkert felé menni. A függőkerten belüli irány táblákkal meg van jelölve.
- A LÁEV kisvasúttal is elérhető, mely a Bükk legszebb tájain visz keresztül. Róla Lillafüred állomáson kell leszállni, át kell menni a kisvasúti gyalogos aluljárón, majd a patak irányába a függőkert felé menni. A függőkerten belüli irány táblákkal meg van jelölve.

### Egyéni közlekedéssel
- A legközelebbi parkolóhely Felső-Hámornál van, ahol ott lehet hagyni a gépjárművet. Célszerű a település nyugati végénél (az Ámor-vendégház közelében) parkolni, majd a patak mentén felfelé (a palotaszálló felé, melynek tornya jól látható) haladni. A függőkertbe érkezéskor azonnal az alsó vízesés lesz látható.
- A függőkert akadálymentesen elérhető, de kerékpártároló nincs.

## Galéria

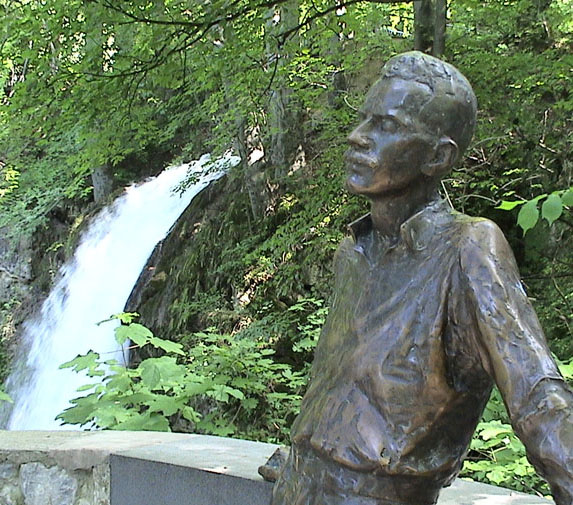
József Attila szobra a vízesés előtt (Varga Éva alkotása)
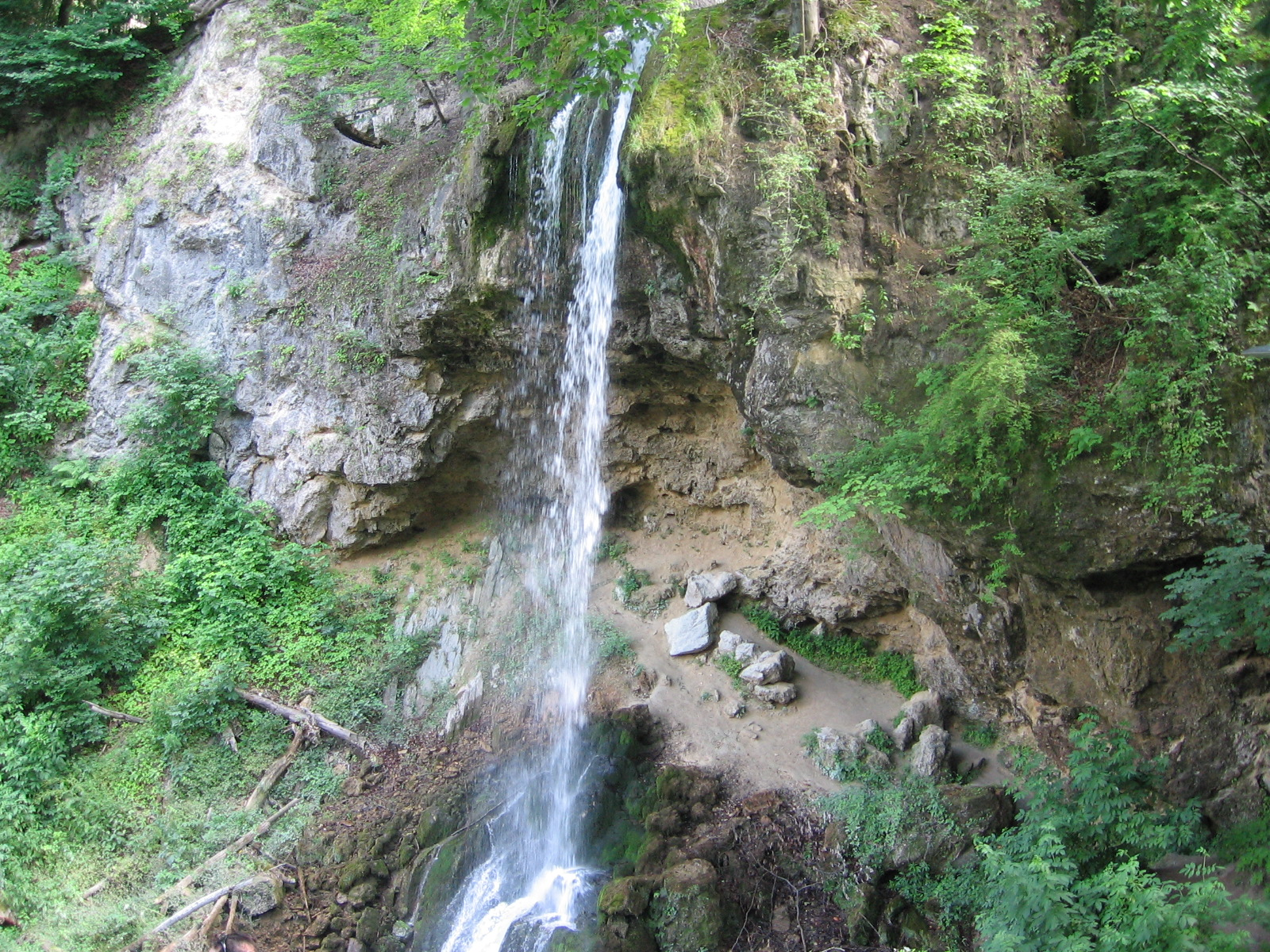
Ekkora lesz a vízhozam, ha 2 hónapja nem esett nagyobb eső. A kép 2014 augusztusában készült.
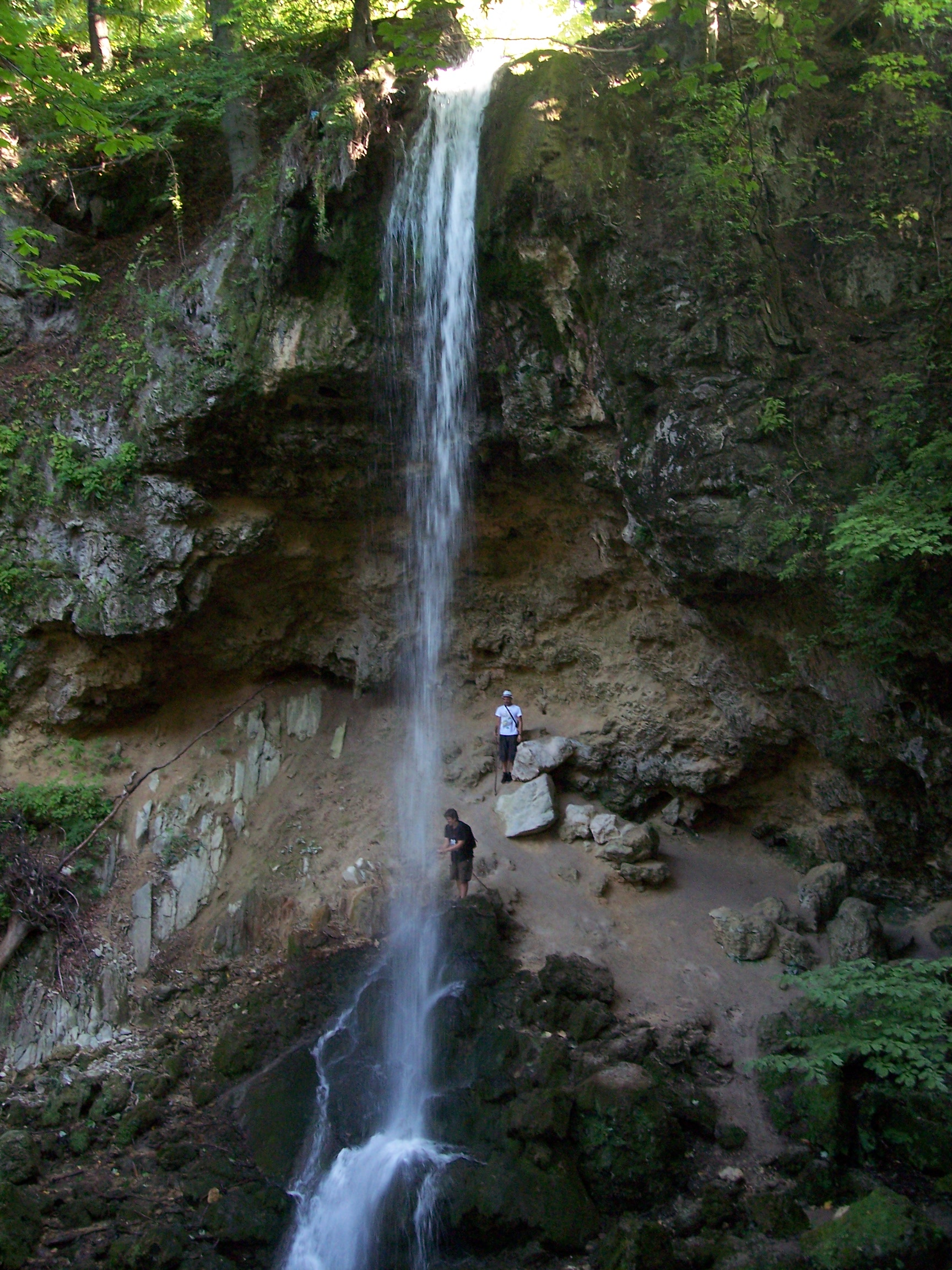
Szintén egy szárazabb hónapban
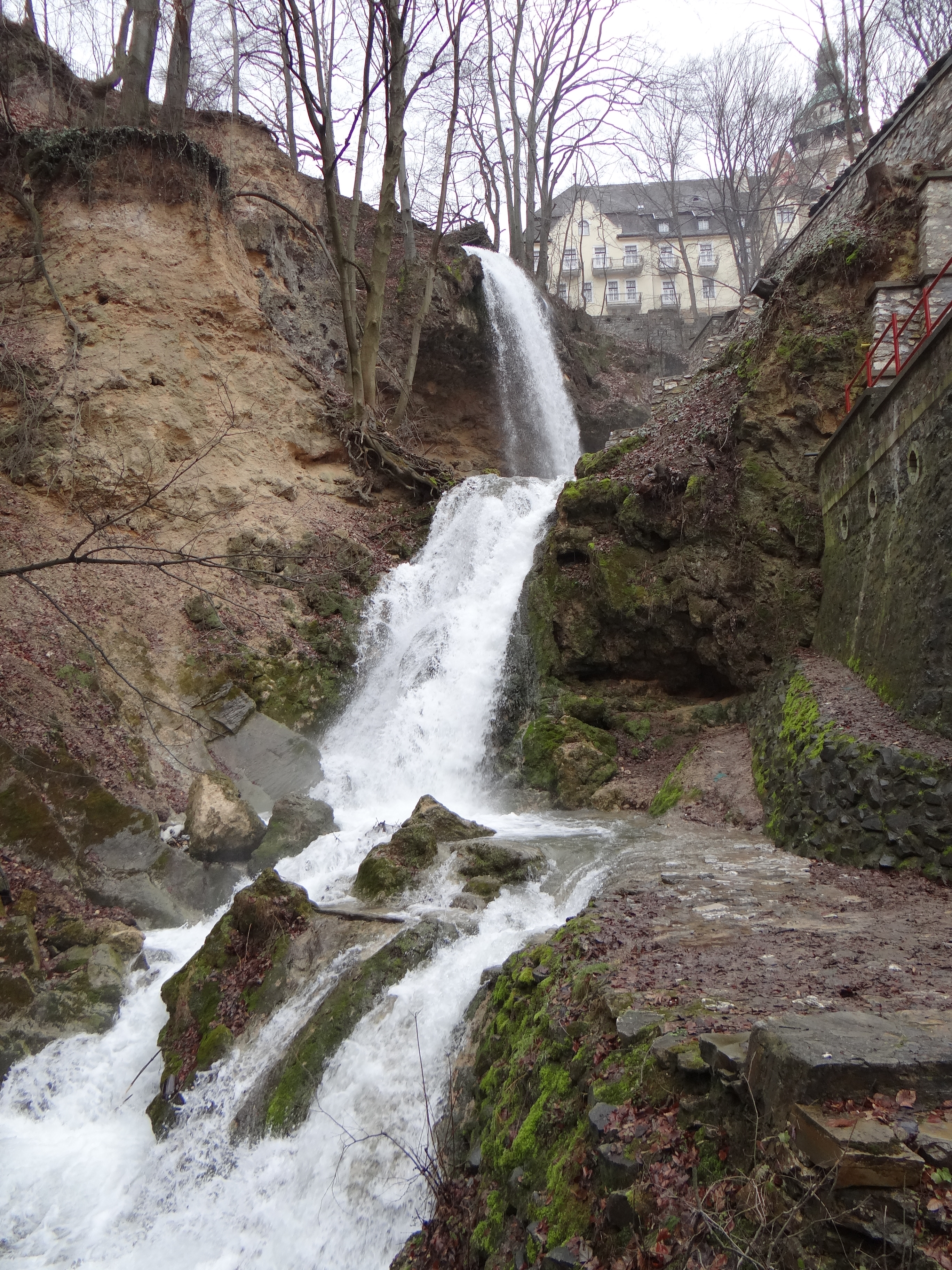
Nagy vízhozam idején az alsó, kisebb vízesés felől nézve
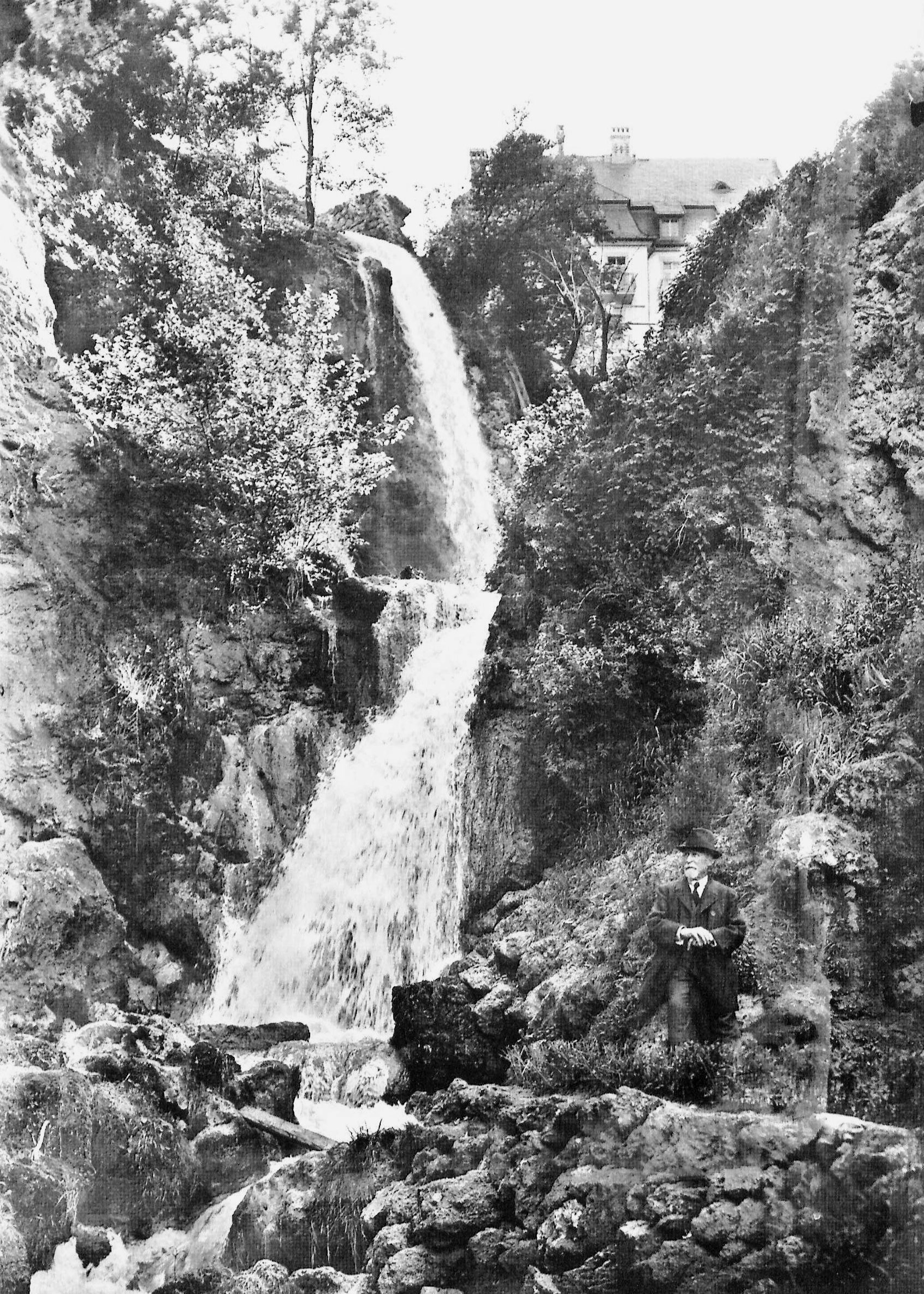
A vízesés 1930 körül
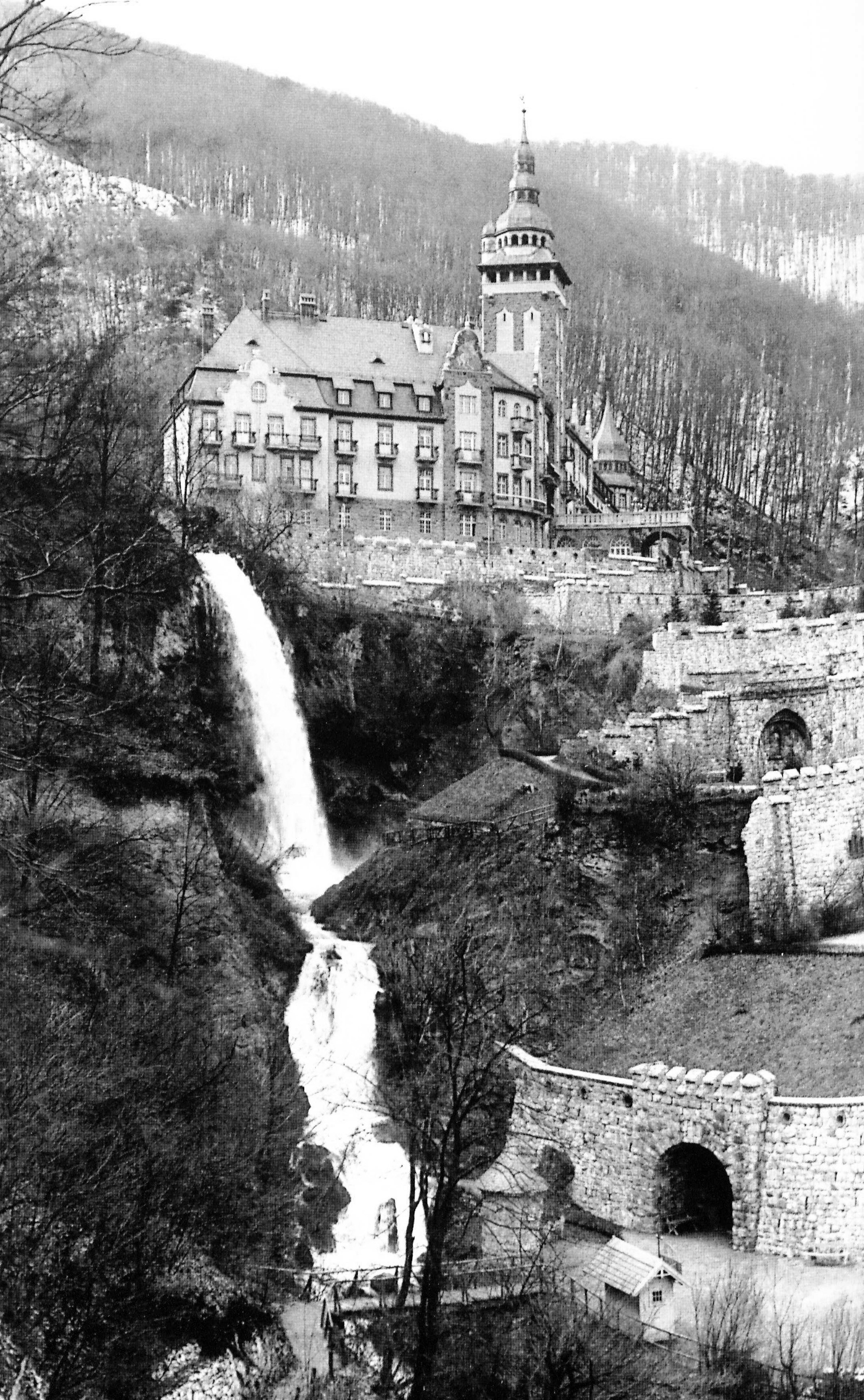
A vízesés 1930 körül, háttérben a Palotaszálló figyelhető meg
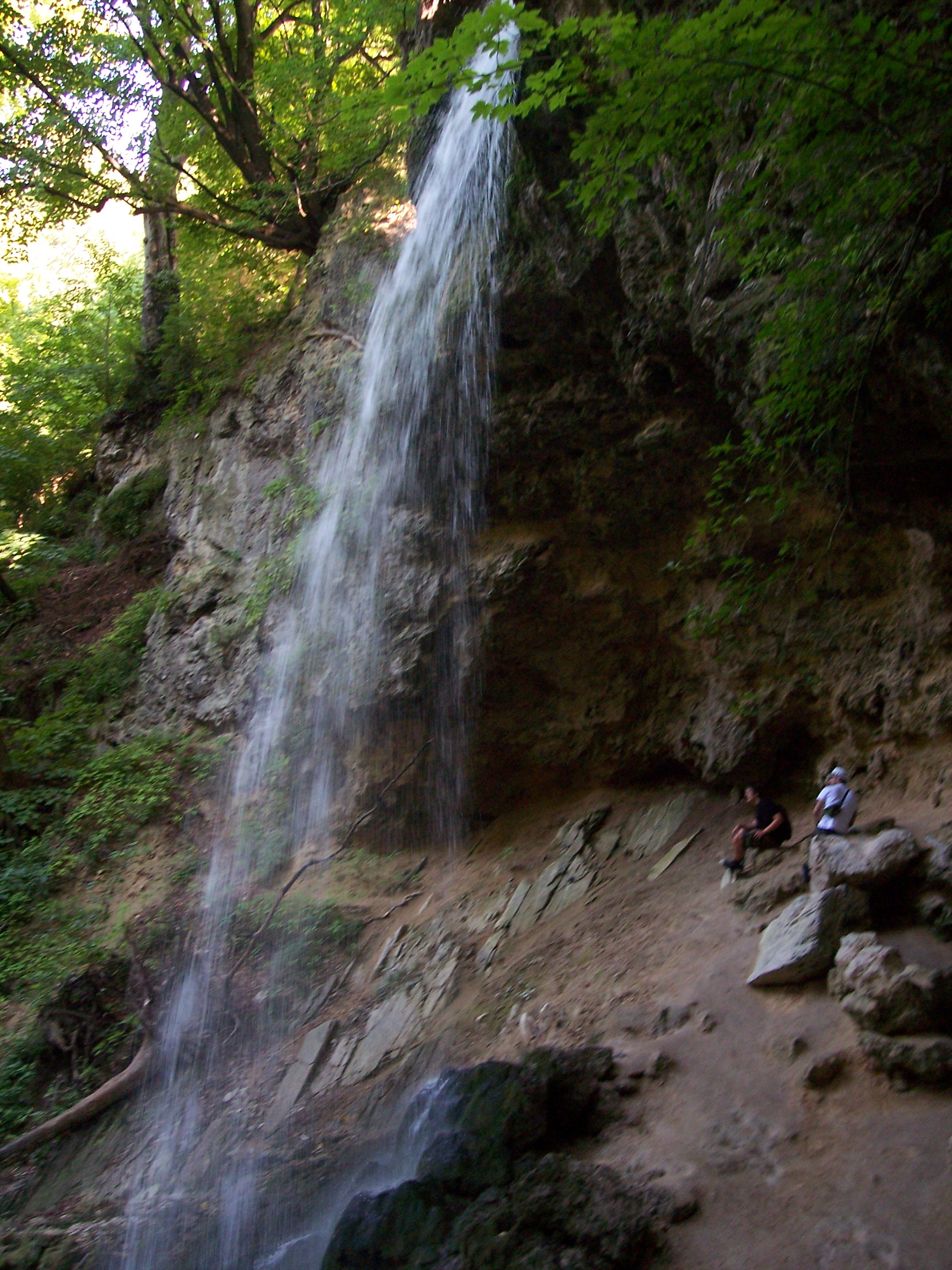
A vízesés mögött